# Маруун
 Тази статия е за групата от Нордхаузен.  За групата от Лос Анжелис вижте Маруун Файв.  
Мароуун (на английски: Maroon) е немска метълкор група от Нордхаузен. Всичките петима членове на групата са живели в „straight edge“ (движение без наркотици) и са отдадени на вегански начин на живот. Днес само двама членове водят този начин на живот.

## История на групата
„Маруун“ е основана през 1998 г. в Нордхаузен, северна Тюрингия. Първото демо, The Initiate, е издадено през 1999 г. През 2000 г. първият албум, наречен Captive in the Room of the Conspirator, е записан в Headquarters Studion в Берлин и издаден от Kerosene Recordings. По същото време „Маруун“ свири на няколко концерта в Европа, включително като подгряваща група за Earth Crisis и Morning Again. През 2001 г. са издадени разделени компактдискове с Absidia и Self Conquest, докато групата отива на европейско турне и представя Caliban и Heaven Shall Burn, наред с други изсвирени композиции.
През 2001 г. „Маруун“ записва албума Antagonist в Rape of Harmonies Studios. Той става най-продаваният албум за Catalyst Records. Следват още концерти в Европа и някои промени в състава.
През 2003 г. „Маруун“ подписва договор с лейбъла Alveran Records, който преиздава Antagonist и който също издава неговия наследник, Endorsed by Hate. „Маруун“ свири на Pressure Festival, организиран от Alveran Records, както и на With Full Force. От 2004 г. има звукозаписна сделка с Century Media, която от своя страна преиздава Endorsed by Hate, основно за САЩ, на Abacus Recordings.
През 2006 г. албумът When Worlds Collide е издаден от Century Media. В края на май 2007 г. „Маруун“ се появява като подгряваща група на нюметъл групата „Корн“ в Хамбург, с която свири на Wacken Open Air през август 2007 г. Албумът The Cold Heart of the Sun е издаден на 19 октомври 2007 г. Също така през 2007 г. тя се появява с Himsa като подгряваща група за As I Lay Dying. Песента Wake Up In Hell се появява в саундтрака към филма Zombie Strippers, издаден през същата година. На 17 април 2009 г. излиза петият ѝ студиен албум, озаглавен Order.
През април 2011 г. групата обявява в профила си във „Фейсбук“, че Себастиан Рише и Ник Ваксмут са напуснали и това е последвано от дълга пауза за групата. На 9 декември 2012 г. най-накрая отново има новини от „Фейсбук“ страницата на „Маруун“: групата ще продължава с двама нови членове и първата изява от 2 години трябва да се състои на фестивала With Full Force в Германия. В началото на 2013 г. „Маруун“ обявява допълнителни подробности за новите членове на групата: Стивън Айвс е представен като нов китарист, а Бени като нов барабанист.
На 4 декември 2013 г. групата обявява, че напуска след турнето Some Goodbyes are Farewells Tour 2014: концертите в Германия, Австрия, Белгия, Япония, Русия, Китай, Украйна и Беларус ще бъдат прекратени. Също така е обявено, че Андре и Том-Ерик ще останат музикално активни в нова група.

## Музикален стил
С няколко изключения текстовете на „Маруун“ се занимават с правата на животните, опазването на околната среда, веганството, като цяло, по принцип. По-голямата част от нейните модели за подражание и групите, с които свири, също идват от straight edge сектора. Кавър на Canon 's Declaration, който е доста добре познат в straight edge сцената, е издаден в албума Antagonist. Endorsed by Hate разочарова много фенове, защото не се занимава с типичните теми за straight edge. Групата също променя своя интернет адрес, което предизвиква допълнително недоволство. Следващият албум When Worlds Collide се разглежда като ясна реакция на групата на критиките, тъй като текстовете отново се занимават основно с „типични“ теми. Първата песен 24 Hour Hate дори съдържа някои цитати от историята на straight edge: Burn it down е името на група от хардлайн сцената от 90-те години, destroy the machines е името на CD на Earth Crisis, а рефренът „ръцете далеч от животните“ идва от песента Cultured Sadism Raid, която заедно с Vegan Reich се смята за една от първите веган „straight edge“ банди изобщо.

## Музиканти в групата

### Последен състав
- Лиъм Фелан, китари, вокали (2002 – 2011)
- Мерв Хемброу, вокали (2002 – 2011)
- Стивън „Айвси“ Айвс, бас (2007 – 2011, от 2013)
- Чък Крийс, китари (2007 – 2011)
- Пол Зайдел, барабани (2010 – 2011)

### Бивши членове
- Стю Маккей, барабани (2002 – 2004)
- Бен Акерсн, китари, вокали (2002 – 2007)
- Фил Толфрий, барабани (2005 – 2009)
- Кевин Фоли, барабани (2010)

## Дискография

### Студийни албуми
- 2002: Antagonist (Wiederveröffentlichung 2003, Alveran Records)
- 2004: Endorsed by Hate (Wiederveröffentlichung 2004, Alveran Records)
- 2006: When Worlds Collide (Century Media Records)
- 2007: The Cold Heart of the Sun (Century Media Records)
- 2009: Order (Century Media Records)

### Други издания
- 1999: The Initiate (демо)
- 2000: Captive in the Room of the Conspirator (CD-EP, Kerosene Recordings)
- 2001: Split-7" mit Absidia (Crap Chord)
- 2001: The Key mit Self Conquest (сплит-CD)